# Magomed Jevlojev

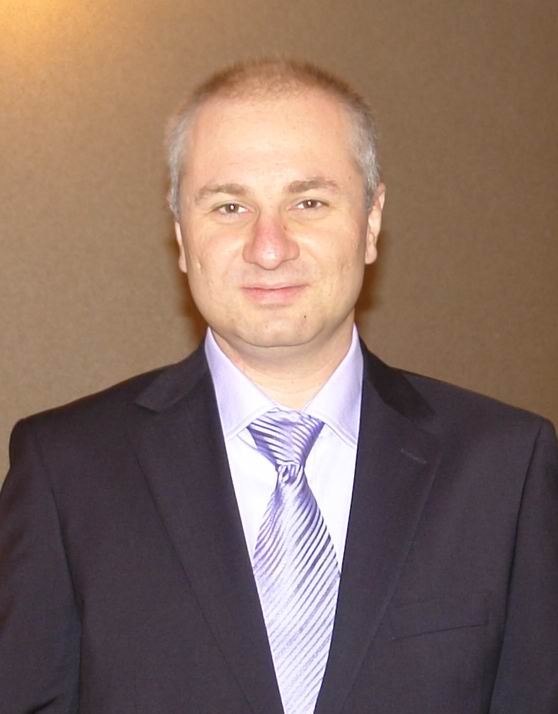
Magomed Jevlojev

Magomed Jachjavitsj Jevlojev (Russisch: Магомед Яхьяевич Евлоев, Ingoesjetisch: Йевлой Яхьяй воI Мухьаммад; Jevloj Jahjaj vo' Moehammad) (Malgobek, 23 februari 1971 - Nazran, 31 augustus 2008) was een journalist, advocaat en zakenman uit Ingoesjetië. Hij was eigenaar van de nieuwswebsite Ingushetiya.ru, die bekendstaat om zijn kritische houding ten opzichte van de autoriteiten in Ingoesjetië. Jevlojev kwam onder verdachte omstandigheden om het leven in een politieauto, kort nadat hij een confrontatie had gehad met de toenmalige president van de republiek, Moerat Zjazikov.